# Katy Karrenbauer

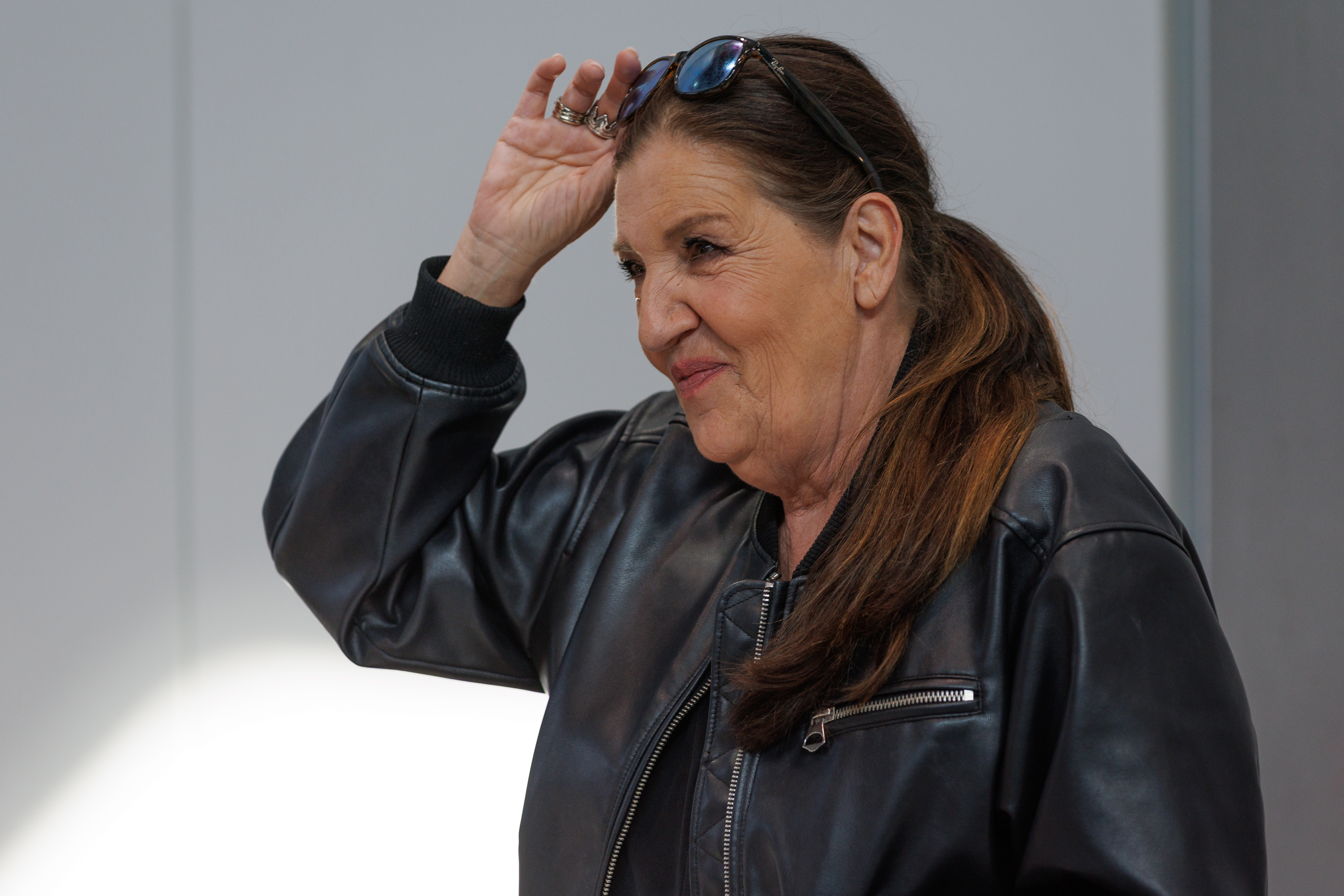
Katy Karrenbauer (2025)

Katy Nina Karrenbauer (* 31. Dezember 1962 in Duisburg) ist eine deutsche Schauspielerin, Synchronsprecherin, Sängerin und Autorin. Einem breiten Publikum bekannt wurde sie durch die Rolle der Christine „Walter“ in der Fernsehserie Hinter Gittern – Der Frauenknast.

## Leben

### Jugend
Katy Karrenbauer wuchs in Kiel auf. Im Alter von zwölf Jahren sang sie im Schulchor; mit 13 begann sie eine klassische Gesangsausbildung zur Mezzosopranistin und erlernte das Gitarrespiel. Außerdem sang Karrenbauer in diversen Kieler Rockbands und schrieb schon ab 14 Jahren eigene Songs. Mit 17 Jahren verließ Karrenbauer die Schule, begann eine Ausbildung an der Schauspielschule Kiel und nahm Schauspielunterricht bei Uta Grabowski. Im Rahmen der Diskussion zu den Themen Jugend- und Häusliche Gewalt sprach Karrenbauer erstmals im März 2010 öffentlich darüber, dass sie als Jugendliche von ihrem damaligen Freund verprügelt und mit einem Gewehr beschossen wurde.

### Musikkarriere
1995 veröffentlichte Katy Karrenbauer ihre erste CD mit dem Titel Vorhang auf mit Coverversionen bekannter Lieder. Auf der Serien-CD zu Hinter Gittern – Der Frauenknast aus dem Jahr 2002 singt Karrenbauer, die die CD mitproduzierte, acht Lieder. Das Album stieg bis auf Platz 4 der deutschen LP-Charts und konnte sich mehrere Wochen in den Top Ten halten. Es erreichte binnen drei Wochen Goldstatus. In Österreich konnte sich die Platte bis auf Platz 36 platzieren.
Im selben Jahr erschien ihr zweites Solo-Album mit dem Titel Trau dich. Es erreichte Platz 43 der deutschen Musikcharts und verkaufte sich bis 2006 etwa 50.000-mal. 2004 erschien die zweite Hinter-Gittern-CD, zu der Karrenbauer drei Lieder beisteuerte. Das Album erreichte Platz 28 Der Deutschen LP-Charts. Parallel nahm sie an dem Musikprojekt Zeichen der Zeit teil und stand beim ersten Berliner Wannseekonzert mit Xavier Naidoo und der Band Zeichen der Zeit vor über 30.000 Zuschauern auf der Bühne.
Ende 2005 und Sommer 2006 ging Katy Karrenbauer mit der Band Silly auf Tournee. 2011, unmittelbar vor Karrenbauers Teilnahme an Ich bin ein Star – Holt mich hier raus! erschien ihre Single Ich komme durch.
Karrenbauers ursprünglich in Mezzosopran ausgebildete Stimme bildete sich inzwischen um zum prägnanten Kontra-Alt.

### Schauspielkarriere
Von 1985 bis 1986 spielte Katy Karrenbauer am Urania Theater, Kölns erstem Stadtteiltheater; danach hatte sie Engagements an diversen deutschen Bühnen.
Ihre schauspielerische Laufbahn vor der Kamera begann 1994 mit der 13-teiligen RTL-Serie Notaufnahme (in den Niederlanden: Casualty) an der Seite von Andreas Hoppe. Als durchgehende Hauptrolle verkörperte Katy Karrenbauer die Rettungssanitäterin Karo Kaiser.
Es folgten Gastauftritte in Fernsehserien wie Verbotene Liebe (1995), Balko (1995), Die Wache (1996) und Nikola (1996). 1997 war sie in Das erste Semester in ihrer ersten Kinorolle zu sehen. Der Durchbruch gelang 1997 mit der Rolle der Gefängnisinsassin Christine Walter in der RTL-Serie Hinter Gittern – Der Frauenknast. 1999 wurde Katy Karrenbauer für den Deutschen Fernsehpreis in der Kategorie Beste Schauspielerin in einer Serie nominiert. Karrenbauer verkörperte die Rolle bis 2007 in insgesamt 16 Staffeln. Ihre Interpretation der dominanten Lesbe, verurteilt wegen bewaffneten Raubüberfalls, gelang derart überzeugend, dass die Schauspielerin lange auf diesen Typus fixiert wurde. Nur allmählich war es Karrenbauer möglich, ihr tatsächliches und künstlerisch weitaus größeres Spektrum durchzusetzen.
Neben ihrem Mitwirken in Hinter Gittern – Der Frauenknast war sie vor allem in Fernsehfilmen zu sehen. So spielte sie unter anderem Rollen in Pest – Die Rückkehrer (2002) sowie Hai-Alarm auf Mallorca (2004) und war in der Crazy Race-Reihe (2002–2007) zu sehen.
2005 spielte Karrenbauer in den Kinofilmen Max und Moritz Reloaded sowie 2006 in 7 Zwerge – Der Wald ist nicht genug. 2008 tourte sie für die NDR-Sendung Länder – Menschen – Abenteuer mit einer Harley-Davidson von Los Angeles nach San Francisco.
Zwischen den Filmen stand sie auf Theater- und Musicalbühnen unter anderem in Kiel,  Köln, Salzburg, Gelsenkirchen, Karlsruhe,  Berlin, Saarbrücken und Basel. In Trier „kämpfte“ sie 2011 als Amazonenkönigin auf dem Open-Air-Festival Brot & Spiele; im folgenden Jahr war sie in der Rolle der Kaiserin Faustina besetzt. Zudem spricht Karrenbauer seit 2011 die Rolle Shannon Beiste in der US-amerikanischen Fernsehserie Glee; in der Kinderserie Löwenzahn (2011) spielte sie eine Kommissarin. In Helmut Dietls satirisch-ironischem Kinofilm Zettl (2012) ist sie in der Rolle der russischen Pflegerin Svetlana zu sehen, in der internationalen Romanverfilmung Cloud Atlas (2012), unter dem Regietrio Tom Tykwer, Lana und Lilly Wachowski, als Axe Woman.
Im Februar 2013 spielte Katy Karrenbauer am Schlosstheater Celle in der deutschen Erstaufführung von Jessica, 30 von Marlene Streeruwitz und feierte zugleich ihr 30-jähriges Bühnenjubiläum. Die Karl-May-Festspiele Elspe haben sie für die Sommersaison 2013 als Auswanderin Rosalie Ebersbach für die Inszenierung des Ölprinz engagiert.
Im März 2014 stand Karrenbauer drei Monate für Alles was zählt als die russische Ballettlehrerin Ludmilla Petrova vor der Kamera. Von Juni bis September spielte sie als Capt’n C.C. Roberts eine der Hauptrollen beim Piraten Open Air in Grevesmühlen. 2015 sollte sie die Figur erneut übernehmen, musste das Engagement jedoch krankheitsbedingt absagen. Zuvor stand sie neben Jiří Lábus, Eva Habermann und Helmut Krauss noch für den Film Trolls World – voll vertrollt von Eric Hordes vor der Kamera. Der Film wurde 2019 veröffentlicht.
In dem auf der Autobiografie von Andreas Marquardt basierenden Film Härte verkörperte Karrenbauer dessen Mutter, die ihren Sohn jahrelang sexuell missbraucht hat. Der Film von Rosa von Praunheim eröffnete am 6. Februar 2015 die Sektion Panorama der Berlinale.
Im Rahmen des Deutschen Filmpreises 2015 wurde Karrenbauer für die herausragend schauspielerische Leistung mit dem Sonderpreis Jaeger-LeCoultre Hommage an den Deutschen Film ausgezeichnet. Von Praunheim besetzte Karrenbauer 2019 erneut in seinem Film Darkroom – Tödliche Tropfen, diesmal als Staatsanwältin. Der Film eröffnete 2020 das Filmfestival Max Ophüls Preis in Saarbrücken. In von Praunheims mit einem Teddy Award prämierten Film Satanische Sau (2025) übernahm Karrenbauer eine Gastrolle an der Seite von Armin Dallapiccola, der in Hinter Gittern - Der Frauenknast jahrelang den Gefängniswärter Jörg Baumann gespielt hatte. Der Film feierte bei der 75. Berlinale Premiere. Als von Praunheim im Jahr 2020 mit dem Max-Ophüls-Ehrenpreis ausgezeichnet wurde, sagte Karrenbauer über den ihr vertrauten Regisseur: „Ich liebe Rosa von Praunheim. Ich würde auch ‘ne Currywurst [für ihn] spielen.“ (Hamburger Abendblatt)
2018 arbeitete Karrenbauer wieder mit dem Regisseur Hordes zusammen und stand neben Neil Malik Abdullah und Stefan Mocker für die vom Südwestrundfunk für das Medienangebot funk produzierten Dramedy-Serie Patchwork Gangsta vor der Kamera.
2022 spielt Karrenbauer an der Seite von Sascha Hehn und Alexander Klaws im Stück Der Ölprinz bei den Karl-May-Spielen in Bad Segeberg.

### Persönliches
Neben ihrer Tätigkeit als Schauspielerin und Musikerin machte Karrenbauer auch als Autorin auf sich aufmerksam. Nach dem Gedichtband Was geht, bleibt – über eine, die auszog das Finden zu suchen (1999), erschienen zehn Jahre später 36 autobiografische Kurzgeschichten in Das Leben ist kein Fischfurz. Zwei der Kurzgeschichten in Das Leben ist kein Fischfurz handeln davon, wie sich die Schauspielerin durch Investitionen in eine mobile Veranstaltungshalle finanziell ruinierte. Ihr Bekenntnis griff neben Anne Will und Brisant auch Günther Jauch in dem Interview zum Thema Promis in der Schuldenfalle für stern TV (2009) auf. Karrenbauer gab damit auch im Fernsehen bekannt, dass sie aufgrund privater Investitionen in die damals weltweit größte Traglufthalle im Hamburger Hafen insolvent wurde. In ihrem dritten Buch Die Freiheit nehm ich mir. (2010) erzählt Karrenbauer in fünfzehn, zum Teil selbstironischen und mit schwarzem Humor gewürzten, Lebensgeschichten über Erfolg und Scheitern, vom Durchkämpfen und von dem, was letztlich für sie zählt.
Im Januar 2011 nahm Karrenbauer an der RTL-Reality Show Ich bin ein Star – Holt mich hier raus! teil und wurde Zweite. Mit der Gage gelang ihr der Weg aus der Privatinsolvenz.
Bis 2007 wohnte Katy Karrenbauer hauptsächlich in Köln; seitdem lebt sie in Berlin-Charlottenburg. Sie war drei Jahre mit dem italienischen Stuntman Danilo Lazzarini liiert.

### Soziales Engagement
In ihrem Buch Was geht, bleibt erklärt Karrenbauer: „Wer nicht bereit ist, verantwortlich mit dem Leben anderer umzugehen, verdient keinen Respekt.“ 1999 war sie Botschafterin der Christiane-Herzog-Stiftung für Mukoviszidose-Kranke, zudem setzt sie sich für die Berliner AIDS-Hilfe ein. Daneben ist sie Botschafterin für das Kinderhospiz Sonnenhof in Berlin und engagiert sich für Dunkelziffer e. V. gegen den sexuellen Missbrauch von Kindern.
Für die 2005 von Isabella Schmid in der Schweiz gegründete Initiative Cinema for Life, ist Karrenbauer regelmäßig mit Schauspielkollegen, u. a. Hannes Jaenicke, Ursela Monn, Gerit Kling oder Leonard Lansink, in Krankenhäusern unterwegs, um Texte und Theaterstücke für Patienten vorzutragen.

## Diskografie

### Alben
- 1995: Vorhang auf
- 2002: Hinter Gittern
- 2002: Trau dich!, Verkäufe: + 50.000
- 2004: Hinter Gittern Vol. 2

### Singles
- 2002: Hand aufs Herz
- 2002: Trau dich!, Promo
- 2002: Prinzen gibt’s, Promo
- 2003: Das ist mein Tag
- 2003: Wenn du mich wirklich willst, Promo
- 2004: Ein weiterer Morgen (Zeichen der Zeit mit Patrick Nuo, Katy Karrenbauer und Marta Jandová)
- 2011: Ich komme durch

### Weitere Lieder auf CD
- 2004: Zeichen der Zeit mit dem Lied Ein weiterer Morgen
- 2004: Best of Mania mit dem Lied Jailhouse Rock
- 2006: Silly und Gäste mit dem Lied Instandbesetzt und Hurensöhne

## Hörbücher und -spiele
Im Juni 2018 wurde auf der Hörmich 2018 in Hannover bekanntgegeben, dass Karrenbauer auf unbestimmte Zeit die Rolle der Jane Collins in der Hörspielserie Geisterjäger John Sinclair übernehmen wird, da die Stammsprecherin, Franziska Pigulla, krankheitsbedingt ausfiel, sie sprach diese Rolle auf der Hörmich 2018 auch live. Noch vor Pigullas Tod im Februar 2019, übernahm Karrenbauer die Rolle ab Folge 129. Sie würdigte Pigulla mit den Worten: „Deine von dir so viele Jahre belebte Figur Jane Collins werde ich in Ehren halten und ich danke dir für deine Zustimmung, dass Bastei Lübbe mir diesen Charakter anvertrauen dürfte.“ Im Oktober 2018 war sie als Smoky Barrett in der Hörspielreihe zu Die Blutlinie von Cody McFadyen zu hören; Franziska Pigulla las dazu 2014 das Hörbuch ein. Die Rolle der Smoky Barrett übernahm sie auch in Der Todeskünstler und Das Böse in uns.

### Andere Projekte
- 2005: Hinter Gittern – Der Frauenknast: Die Geschichte der Christine Walter
- 2005: Buch ohne Worte
- 2009: Kinder Geschichten mit dem Bamberger Kasperl
- 2009: Lorenz Schröter: Armut ist Diebstahl – Regie: Nikolai von Koslowski (Feature – WDR)

## Theater und Musical
- Deutschlandtournee für UNICEF mit dem Kindermusical Timuria
- Kassandra
- Quartett
- Parzifal
- Titania in Fairy Queen
- Magenta in The Rocky Horror Show
- Robert Ann in Nonsens
- Wie es euch gefällt
- Amazonenkönigin in Brot & Spiele
- Kaiserin Faustina in Brot & Spiele
- Veronika in Jessica, 30
- Rosalie Ebersbach in Der Ölprinz, Elspe Festival
- C.C. Roberts in Die Schatzinsel – Bone Island, Piraten-Open-Air
- Jaqueline in la cage aux folles Bar jeder Vernunft in Berlin
- Albamara in Tom Lehels Im Land der Träume
- Rosalie Ebersbach in Der Ölprinz, Karl-May-Spiele Bad Segeberg
- Sherlock Holmes – Der Fall Moriarty, Komödie Hamburg

## Filmografie

### Fernsehfilme
- 2001: Love Letters – Liebe per Nachnahme
- 2001: Todeslust
- 2002: Vanessa Kramer und der rote Skorpion
- 2002: Crazy Race
- 2002: Pest – Die Rückkehr
- 2004: Crazy Race 2 – Warum die Mauer wirklich fiel
- 2004: Hai-Alarm auf Mallorca
- 2006: Die ProSieben Märchenstunde: Rapunzel oder Mord ist ihr Hobby
- 2006: Crazy Race 3 – Sie knacken jedes Schloss
- 2007: African Race – Die verrückte Jagd nach dem Marakunda
- 2007: Was am Ende zählt
- 2007: Notruf Hafenkante
- 2008: ProSieben Funny Movie: Spiel mir das Lied und du bist tot!
- 2008: Putzfrau Undercover
- 2010: C.I.S. – Chaoten im Sondereinsatz
- 2013: Lotta & die frohe Zukunft
- 2013: Plastic – Schönheit hat ihren Preis
- 2018: Das Joshua-Profil
- 2019: Patchwork Gangsta

### Kino
- 1997: Das erste Semester
- 1999: Late Show
- 2000: Criminal Sorrow Waltz
- 2000: Musik hat ihn kaputt gemacht
- 2001: Westend
- 2002: Wie die Karnickel
- 2005: Max und Moritz Reloaded
- 2006: 7 Zwerge – Der Wald ist nicht genug
- 2007: Was am Ende zählt
- 2008: Wachgeküsst in Stuttgart
- 2011: Gegengerade – Niemand siegt am Millerntor
- 2012: Zettl
- 2012: Cloud Atlas
- 2015: Härte
- 2015: Kartoffelsalat – Nicht fragen!
- 2018: Vielmachglas
- 2018: HERRliche Zeiten
- 2018: Phantomschmerz
- 2020: Trolls World – Voll vertrollt!
- 2020: Darkroom – Tödliche Tropfen
- 2020: Kartoffelsalat 3 – Das Musical
- 2023: Könige
- 2024: Raub ihren Atem
- 2025: Satanische Sau

### Fernsehserien
- 1994: Notaufnahme (Casualty) (13 Folgen)
- 1995: Alphateam – Die Lebensretter im OP
- 1995: SK Kölsch
- 1995, 1997, 2008: Verbotene Liebe (13 Folgen)
- 1995, 2002: Balko
- 1996: SK-Babies
- 1996: Nikola
- 1996: Das Amt
- 1997, 1999: Die Wache
- 1997–2007: Hinter Gittern – Der Frauenknast (403 Folgen + 2 Specials)
- 1998: Gute Zeiten, schlechte Zeiten
- 1999: Anke
- 2000: Dr. Stefan Frank – der Arzt dem die Frauen vertrauen, als Cordula, Episode Vergessene Liebe
- 2004: Doppelter Einsatz: Kidnapping
- 2004: Schillerstraße (Staffel 1, Folge 3)
- 2005: Alarm für Cobra 11 – Die Autobahnpolizei: Unter Feuer
- 2004: Bernds Hexe
- 2007: Notruf Hafenkante: Spiel des Lebens
- 2007, 2009: In aller Freundschaft (2 Folgen, 2009: Folge 430 – Ungleiche Paare)
- 2008: Plötzlich Papa – Einspruch abgelehnt! (13 Folgen)
- 2010: Anna und die Liebe (17 Folgen)
- 2011: Der letzte Bulle: Camping für Anfänger
- 2011: Cindy aus Marzahn und die jungen Wilden (4 Folgen)
- 2011: Löwenzahn (Fernsehsendung)
- 2012: X-Diaries
- 2013: SOKO Stuttgart: Verschlusssache
- 2014: Alles was zählt (Folgen 1929–1972)
- 2015–2017: Im Knast (2 Folgen)
- 2016–2019: Die Spezialisten – Im Namen der Opfer
- 2016–2017: Heldt (2 Folgen)
- 2017: Bettys Diagnose – Nachtschicht
- 2017: Großstadtrevier – Ausnahmezustand
- 2018: SOKO Stuttgart – Bauchgefühle
- 2021: Eldorado KaDeWe – Jetzt ist unsere Zeit
- 2022: Blutige Anfänger – Cop-Killer
- 2023: Hotel Mondial – Ratschläge sind auch Schläge, Versuchungen

### Reality-Formate
- 2007: Das große Promi-Pilgern
- 2008: Länder – Menschen – Abenteuer
- 2010: Big Brother (Promi-Besuch)
- 2011: Ich bin ein Star – Holt mich hier raus!
- 2011: Das perfekte Promi-Dinner Sonderfolge Dschungel Spezial
- 2013: Promi-Shopping-Queen
- 2013: Promi-Frauentausch
- 2022: Das Klassentreffen der Dschungelstars
- 2022: Promi Big Brother

### Fernsehshows, Spiel-Shows, TV-Gast
- 2000: Wer wird Millionär? (Prominenten-Special)
- 2000: Die Harald Schmidt Show
- 2002, 2003: 3 nach 9
- 2002: Zimmer frei!
- 2002, 2008: DAS!
- 2003: Wok-WM
- 2006: Freitag Nacht News
- 2006: TV total
- 2007: Entern oder Kentern
- 2009: NDR Talkshow
- 2009: Anne Will
- 2011: Markus Lanz
- 2011: Inas Nacht
- 2013: Cindy aus Marzahn und die jungen Wilden
- 2015: Markus Lanz
- 2015: Gefragt – Gejagt
- ab 2016 Primetime-talk als Moderatorin gemeinsam mit Bernhard Schwendemann
- 2019: Wer weiß denn sowas?
- ab 2022: Das große Promi-Büßen (Off-Sprecherin)
- 2023: STUDIO 3 – Live aus Babelsberg
- 2025: Kölner Treff

## Synchronisation (Auswahl)

### Filme
- 2016: Hima Hatemić als Ashtar in Under ConTROLL (Schnodderdeutsch-Synchronisation)
- 2016: Katy Karrenbauer als Helga Wolf in Under ConTROLL (Schnodderdeutsch- und Schauspielerfassung)
- 2018: Rhonda Johnson Dents als Miss Rosalie in The Hate U Give
- 2019: Dot-Marie Jones als Slackjaw in 3 from Hell
- 2019: als Polizistin in Berlin, I Love You
- 2020: Rachel House als Gaye in Beflügelt – Ein Vogel namens Penguin Bloom
- 2021: Shohreh Aghdashloo als Gozer der Gozerianer in Ghostbusters: Legacy
- 2021: Kimberly Scott als Mama Franklin in Respect
- 2021: Sandy Martin als Großmutter Paguro in Luca
- 2022: Dale Soules als Darby Steel in Lightyear

### Serien
- 2011–2015: Dot-Marie Jones als Shannon Beiste in Glee (Staffel 2–6)
- 2015: Kimberly Brooks als Jasper in Steven Universe (1. Stimme) (Staffel 1, Folge 51 & 52)
- 2015: Caroline Aaron als Judy in Transparent (Staffel 1, Folge 8 & 10)
- 2017: Dot-Marie Jones als Louise in Modern Family (Staffel 8, Folge 15)
- 2018: Dot-Marie Jones als Meg Mullins in Atlanta Medical (Staffel 1, Folge 14)
- 2019: Kimiko Saitō als Gagaran in Overlord 2
- 2020: Jenifer Lewis als Barkeeperin in Star Trek: Lower Decks
- 2020: Elizabeth Marvel als Victoria Helstrom in Helstrom (10 Folgen)
- 2020: Pat Carroll als Ursula in Die wunderbare Welt von Micky Maus
- 2021: Patrick Crawley als Mad Madge in Monster Beach
- 2022: Mason Alexander Park als Tavernenwirtin in The Legend of Vox Machina

## Auszeichnungen
- 1999: Nominierung für den Deutschen Fernsehpreis in der Kategorie Beste Schauspielerin in einer Serie für Hinter Gittern – Der Frauenknast
- 2002: RSH-Gold für das Album Hinter Gittern
- 2003: Unter der Regie von Christina Fürneisen und Daniel Texter gewann Katy Karrenbauer zusammen mit anderen Schauspielern die „ProSieben-First-Cut“-Nachwuchsförderung für den Film Traumtänzer
- 2015: Jaeger-LeCoultre Hommage an den Deutschen Film, Schauspielpreis für ihre Rolle in Rosa von Praunheims Film Härte

## Werke
- Was geht, bleibt. Progression Verlag, Dezember 1999, ISBN 3-00-005340-9.
- Das Leben ist kein Fischfurz. novum pro Verlag, 2009, ISBN 978-3-99003-021-9.
- Die Freiheit nehm ich mir. Rotbuch Verlag, 2010, ISBN 978-3-86789-098-4.
- Ich wollte einen Hund – jetzt hab ich einen Vater – Wie wir durch die Demenz unsere Geschichte neu erzählen, Mvg Verlag, 2022, ISBN 978-3-7474-0409-6